# ساوت اند (بوستون)

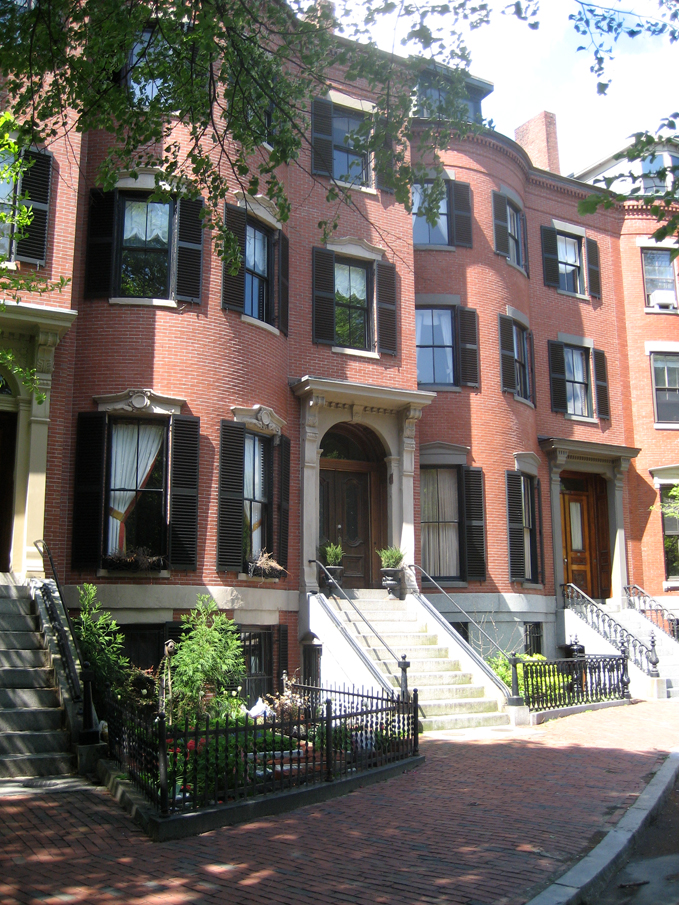
نمایی از معماری خانه‌های محلهٔ ساوت اِند

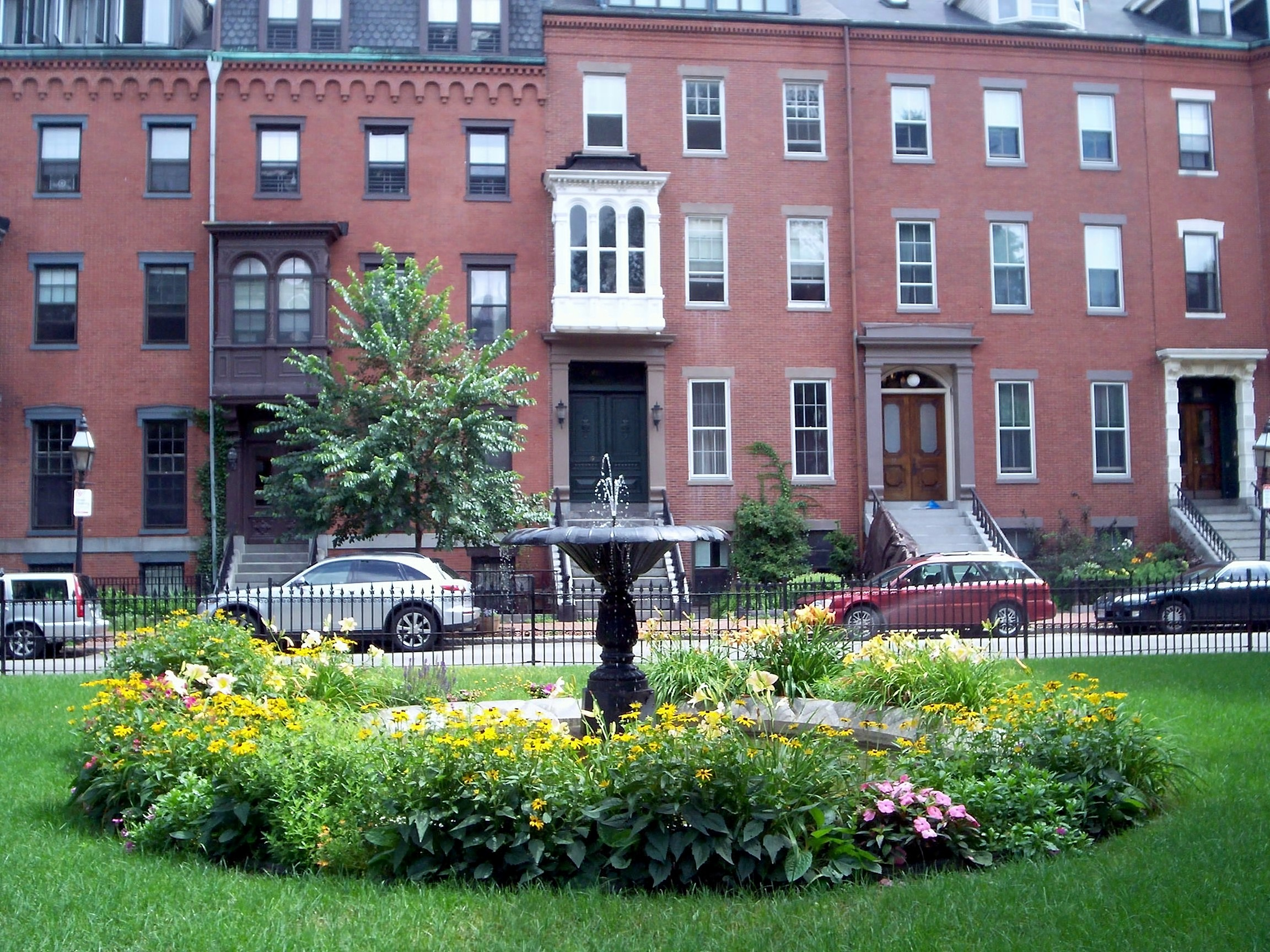
نمایی از معماری خانه‌های محلهٔ ساوت اِند

ساوت اِند (به انگلیسی: South End) نام محله‌ای خوش‌نشین در شهر بوستون، ایالت ماساچوست است. بسیاری از خانه‌های محلهٔ ساوت اِند با معماری ویکتورین ساخته شده‌اند. نزدیک به ۳۰ پارک در محدودهٔ محلهٔ ساوت اِند قرار دارند.
خیابان‌های ترمونت، کلومبوس و مَس از مهم‌ترین خیابان‌های ساوت اِند به‌شمار می‌روند.

## ساکنین مشهور
علی‌رضا پهلوی، از ساکنین خیابان نیوتون غربی در محلهٔ ساوت اِند بود. وی در تاریخ ۱۴ دی ۱۳۸۹ خورشیدی، در منزل شخصی‌اش، با شلیک گلوله، به زندگی خود پایان داد.

## نگارخانه

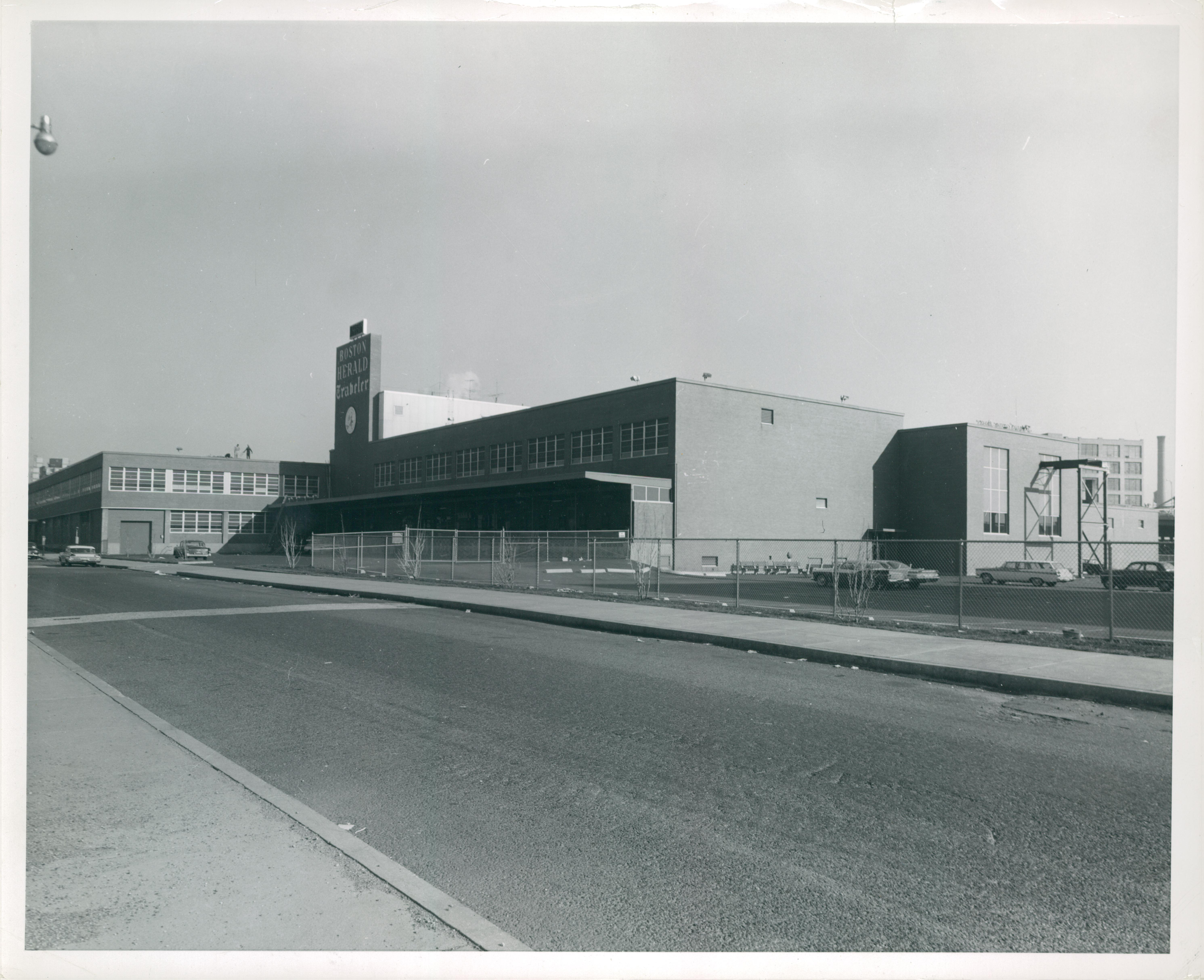
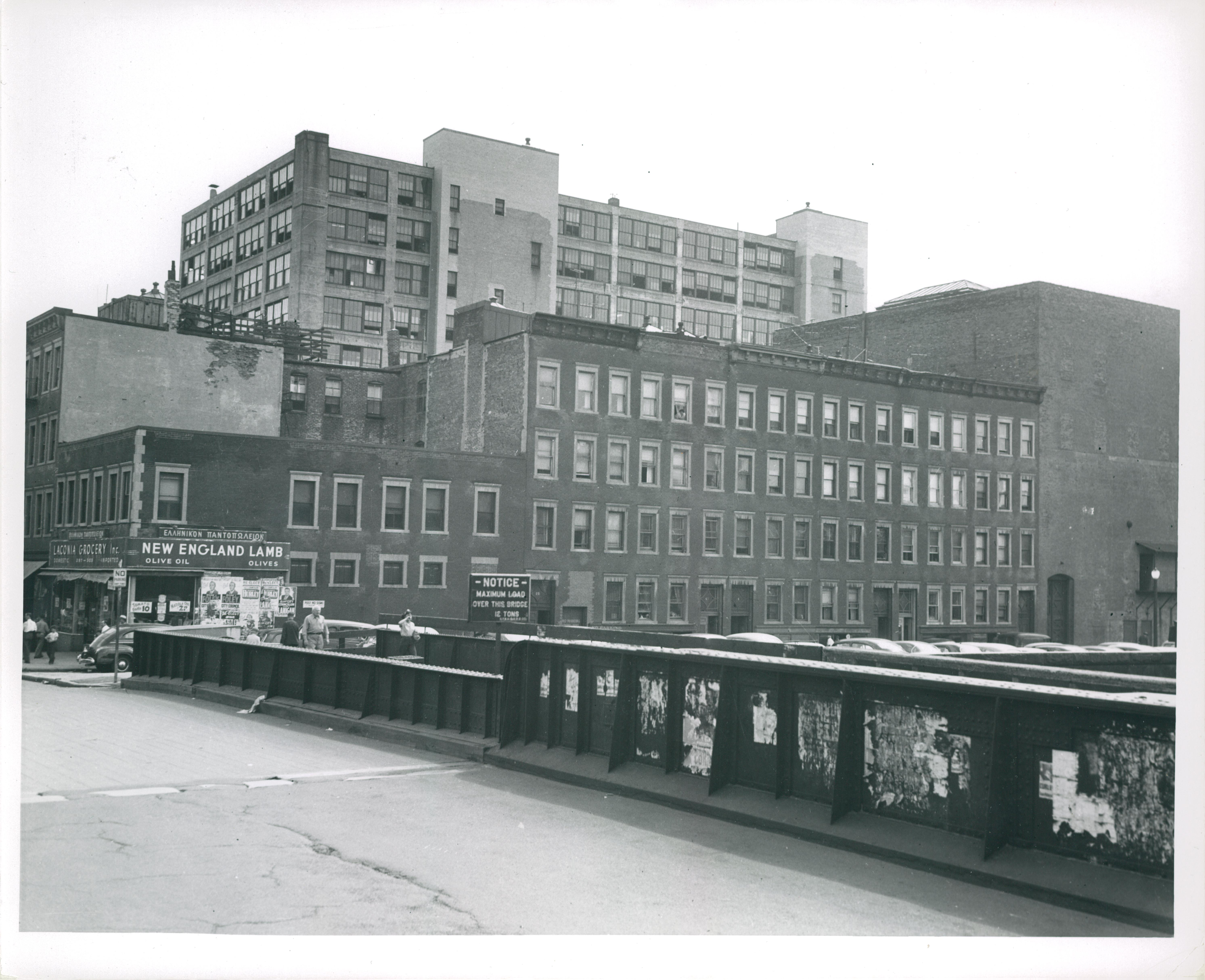
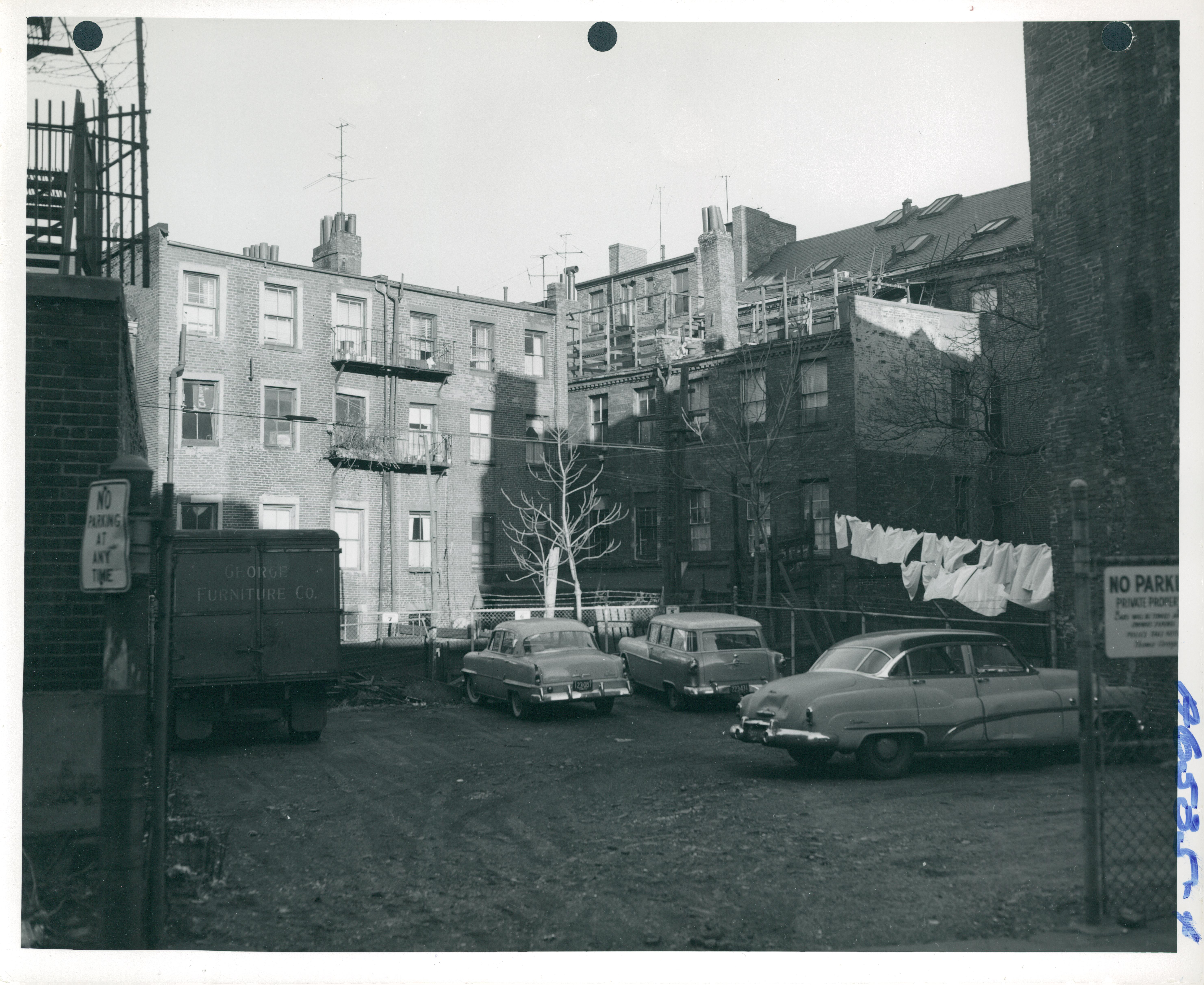
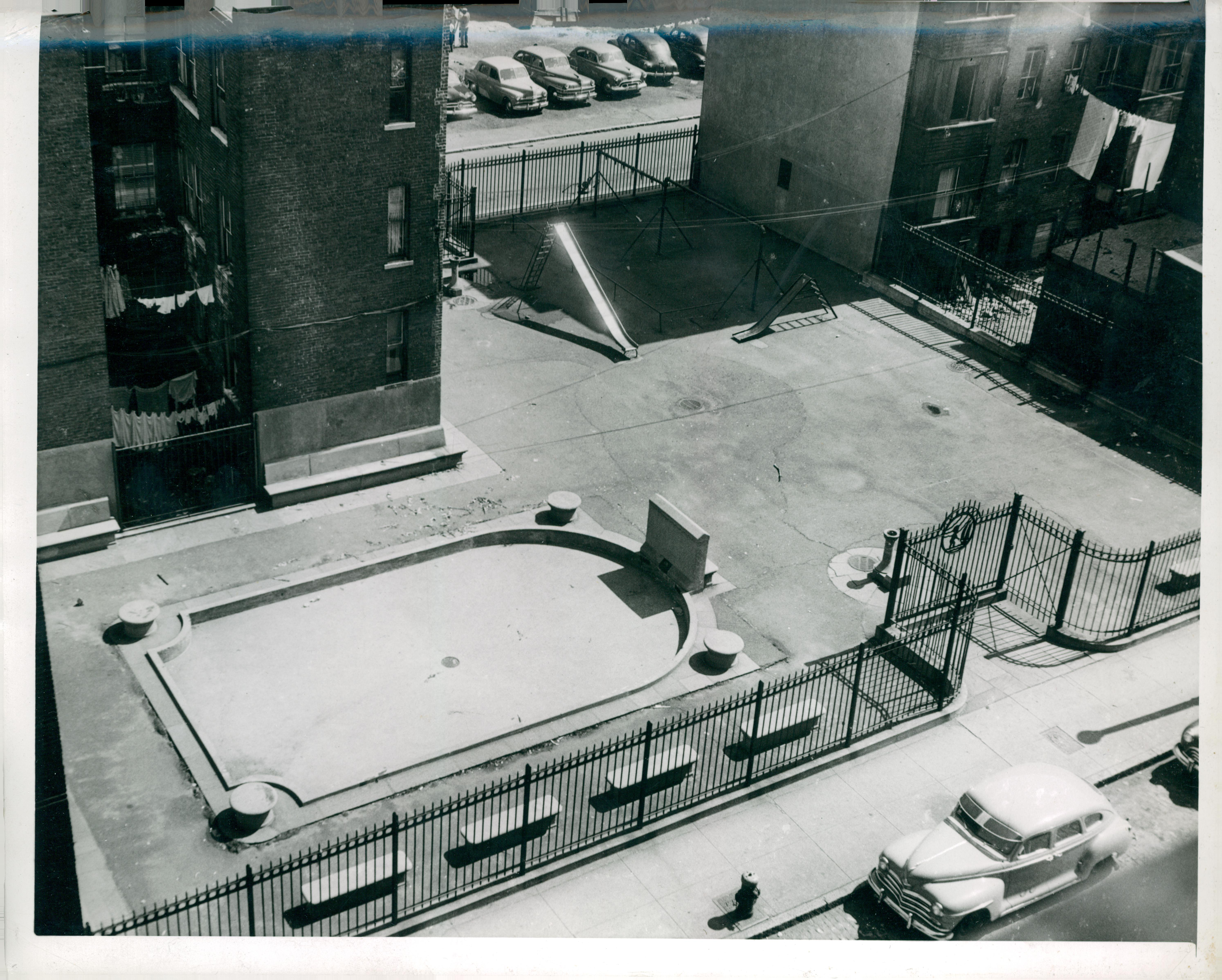
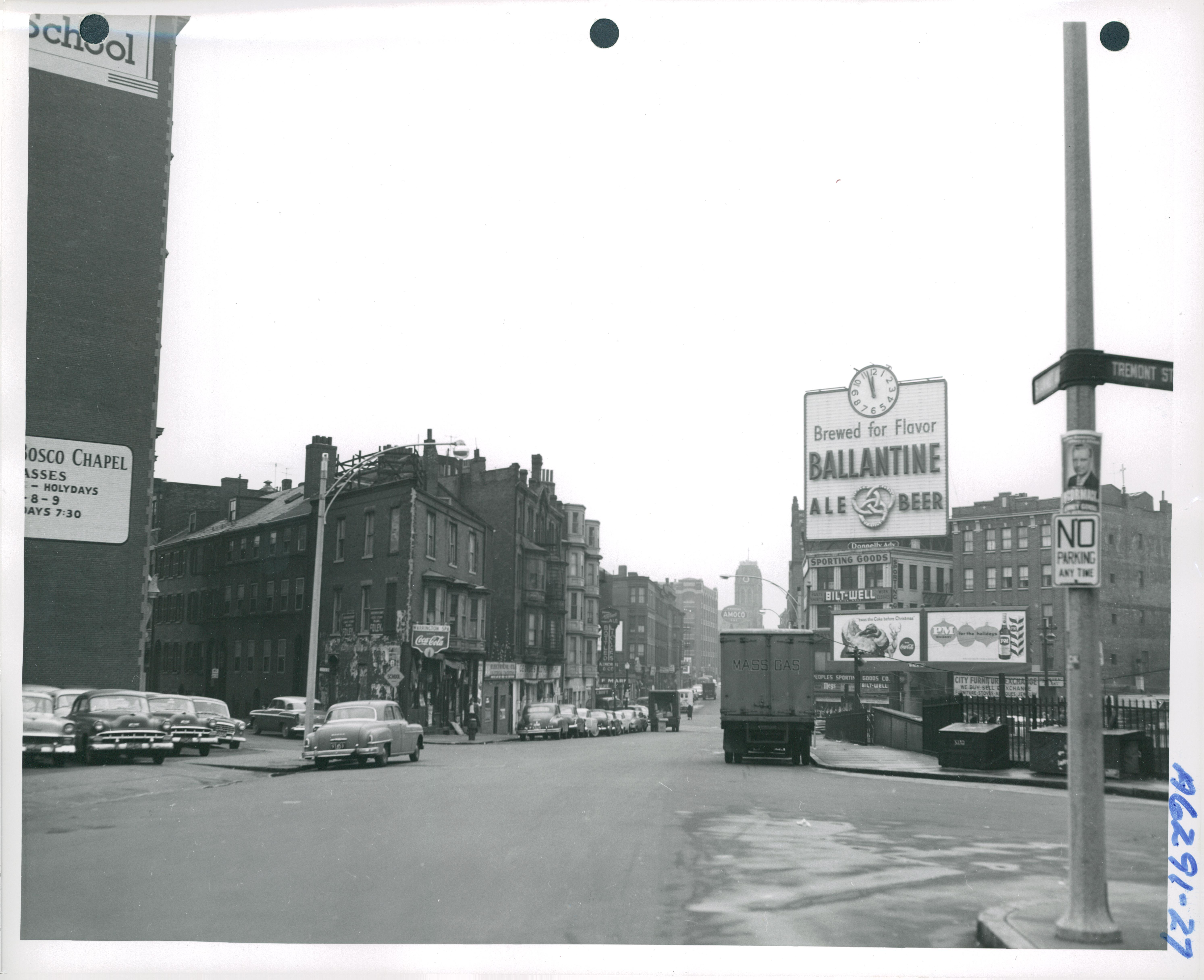
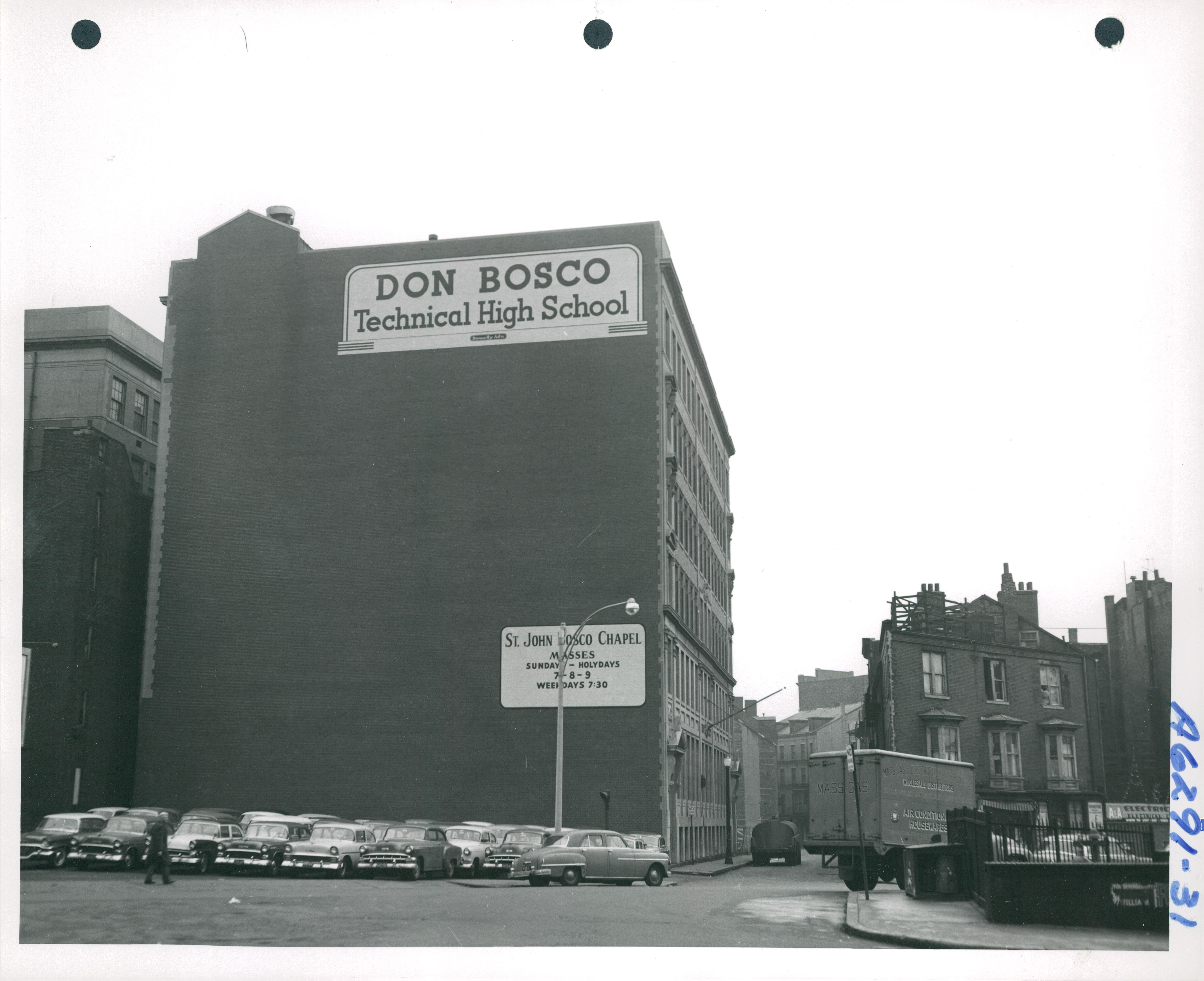
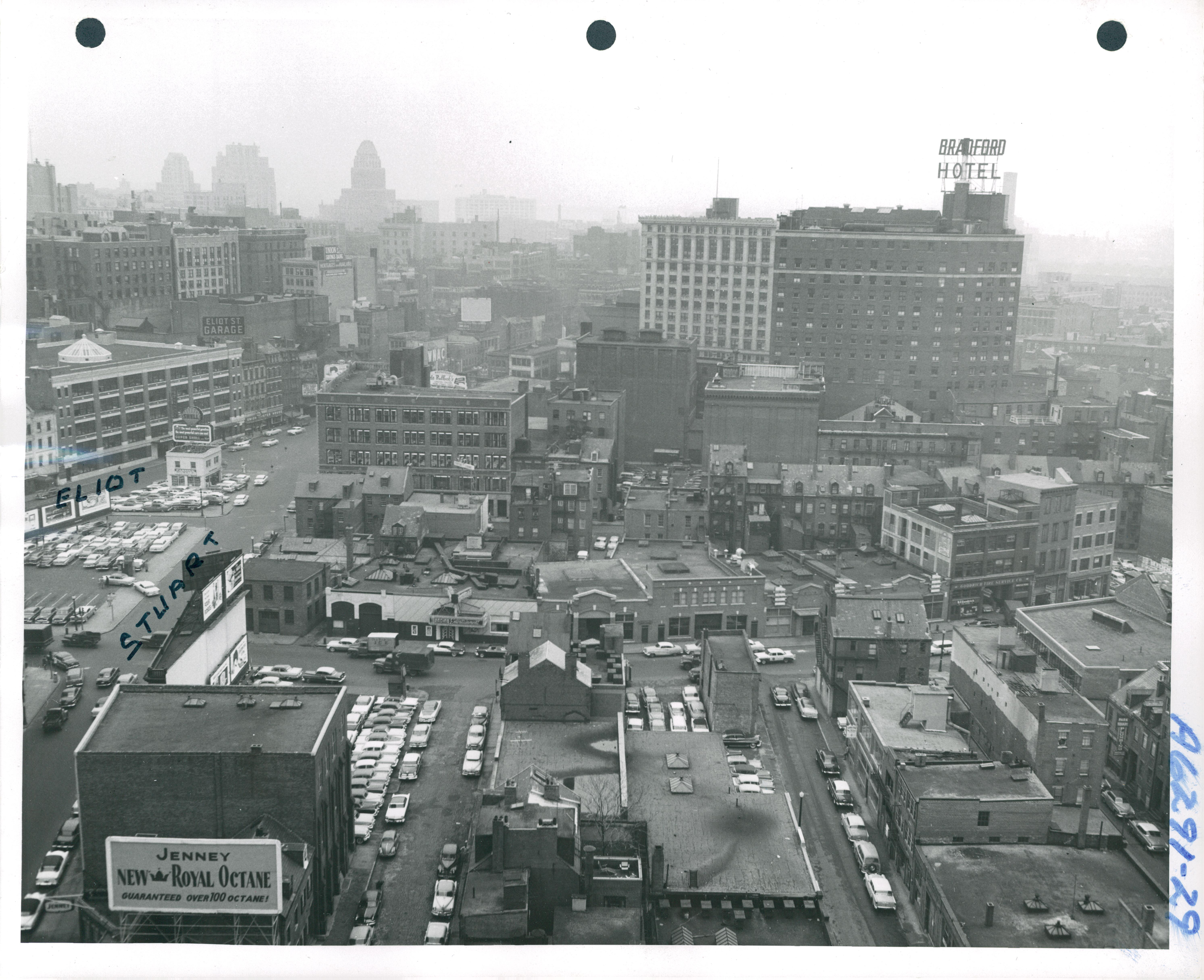